# BMC Cancer
BMC Cancer ist eine wissenschaftliche Fachzeitschrift, die vom Biomed Central-Verlag veröffentlicht wird. Die Zeitschrift erscheint ausschließlich online nach dem Open-Access-Modell. Es werden Arbeiten aus allen Bereichen der Krebsforschung veröffentlicht.
Der Impact Factor lag im Jahr 2021 bei 4,638. Nach der Statistik des ISI Web of Knowledge wird das Journal mit diesem Impact Factor in der Kategorie Onkologie an 109. Stelle von 245 Zeitschriften geführt.